# Pierre Fressoz
Pour les articles homonymes, voir Fressoz.
Pierre Fressoz est maître de conférences en droit public à la Faculté de droit, d'économie et de gestion de l'Université d'Avignon et des Pays de Vaucluse.

## Biographie et carrière
Né en 1968 à Chambéry, Pierre Fressoz a étudié le droit à l'Université Montpellier I et à l'Université Paris I.
Nommé maître de conférences à l'Université de la Réunion en 1997, il poursuit depuis 2001 sa carrière à l'Université d'Avignon et des Pays de Vaucluse.
Il est doyen honoraire de la Faculté de droit, d'économie et de gestion de cette université et a occupé les fonctions de vice-président chargé des affaires juridiques jusqu'à sa démission en 2019, à la suite de laquelle il n'a pas été confirmé dans ses fonctions après la réélection de Philippe Ellerkamp à la présidence de l'université.